# Barchnowy
Barchnowy – wieś kociewska w Polsce położona w województwie pomorskim, w powiecie starogardzkim, w gminie Starogard Gdański.
We wsi znajduje się zabytkowy cmentarz ewangelicki.
W latach 1975–1998 miejscowość administracyjnie należała do województwa gdańskiego.
Z Barchnów pochodzi Andrzej Andrysiak, polski polityk, działacz związkowy, poseł na Sejm I kadencji.